# Kirkia
Kirkia är ett släkte av tvåhjärtbladiga växter. Kirkia är enda släktet i familjen Kirkiaceae.
Släktets arter är utformade som buskar eller som upp till 20 meter höga lövfällande träd. På alla exemplar finns blommor av han- och honkön men endast en sorts blommor kan fortplanta sig. Frukterna liknar nöt med hårt skal och de har 4 till 8 delar som är fyllda med ett frö.
Släktets medlemmar förekommer i östra Afrika från Sudan och Etiopien till Sydafrika samt på Madagaskar. De ingår i torra öppna skogar i områden med kalksten eller i savanner. Det tidigare släktet Pleiokirkia blev infogad i Kirkia.
Trä av Kirkia acuminata brukas för olika ändamål. Arten och andra släktmedlemmar används för produktionen av träkol. Bark och frukter av olika arter brukas i den traditionella medicinen.
Det vetenskapliga släktnamnet hedrar den skotska forskningsresanden John Kirk.
Arter enligt Catalogue of Life:
- Kirkia acuminata
- Kirkia burgeri
- Kirkia dewinteri
- Kirkia leandrii
- Kirkia tenuifolia
- Kirkia wilmsii